# بحوری
بحوری (به عربی: بحوری) یک روستا در سوریه است که در ناحیه معره مصرین واقع شده‌است. بحوری ۱٬۳۴۱ نفر جمعیت دارد.